# 홍천로 (홍천군)
홍천로(Hongcheon-ro)는 강원특별자치도 홍천군 북방면 화계삼거리에서 홍천군 화촌면을 잇는 도로이다.

## 주요 경유지
강원특별자치도
- 홍천군 (북방면 . 홍천읍 .  화촌면)

## 노선
| 이름       | 접속 노선                   | 소재지 | 소재지 | 비고 |
| ---------- | --------------------------- | ------ | ------ | ---- |
| 화계삼거리 | 국도 제5호선 (영서로)       | 홍천군 | 북방면 |      |
| 화계교     |                             | 홍천군 | 북방면 |      |
| 홍천사거리 | 무궁화로 홍천로3길          | 홍천군 | 홍천읍 |      |
| (이름없음) | 지방도 제444호선 (공작산로) | 홍천군 | 홍천읍 |      |
| 태학교     |                             | 홍천군 | 홍천읍 |      |
| 결운교     |                             | 홍천군 | 홍천읍 |      |
| 송정교     |                             | 홍천군 | 홍천읍 |      |
|            | 화촌면                      | 홍천군 |        |      |
| 신내사거리 | 국도 제56호선 (가락재로)    | 홍천군 |        |      |
| (이름없음) | 국도 제44호선 (설악로)      | 홍천군 |        |      |

## 주요 시설 및 건물
- SK에너지 두원에너지 (홍천로 183/하화계리 300-1)
- S-OIL 화계주유소 (홍천로 197/하화계리 300-2)
- 홍천종합버스터미널 (홍천로 301/희망리 393)
- 세븐일레븐 홍천터미널점 (홍천로 301/희망리 393)
- LG전자 베스트샾 홍천점 (홍천로 308/희망리 388-12)
- 롯데하이마트 홍천점 (홍천로 318/희망리 363-1)
- 이디야커피 홍천희망점 (홍천로 321/희망리 369)
- 농협 홍천농협 하나로마트 본점 (홍천로 323/희망리 370-15)
- 농협 홍천농협 중앙지점 (홍천로 323/희망리 370-15)
- GS수퍼마켓 홍천점 (홍천로 344/신장대리 62-1)
- 파리바게뜨 홍천GS더프레쉬점 (홍천로 344/신장대리 62-1)
- 홍천읍행정복지센터 (홍천로 351/신장대리 66-1)
- 홍천군 산림조합 (홍천로 361/신장대리 65-2)
- 국민연금공단 홍천지사 (홍천로 364/신장대리 55-13)
- 홍천우체국 (홍천로 368/신장대리 55-45)
- 현대자동차 홍천지점 (홍천로 391/신장대리 24)
- 한국전력공사 홍천송전사무소 (홍천로 396/진리 84)
- 현대자동차 신홍천대리점 (홍천로 454/진리 2-1)
- CU 홍천현대점 (홍천로 480/갈마곡리 445-14)
- HD현대오일뱅크 직영 형제주유소 (홍천로 486/갈마곡리 445-1)
- 국민건강보험공단 홍천지사 (홍천로 645/태학리 310)
- GS25 홍천태학점 (홍천로 646/태학리 121-2)
- 한국농어촌공사 홍천춘천지사 (홍천로 671/결운리 467)